# Chico Valdivia
Aurelio Valdivia Martínez (Algeciras, 3 de julio de 1971), conocido como Chico Valdivia, es un músico, productor musical y compositor español.

## Carrera
Su primera actuación la realizó con 12 años. Su formación académica empieza en 1980, estudiando en varios Conservatorios y Seminarios de Música. Ha formado parte de diversos grupos musicales de rock, flamenco, pop y jazz como pianista, guitarrista, arreglista y compositor, trabajando también en el campo de la publicidad, la dirección musical y la producción, y como ejecutivo en la multinacional Sony Music.
Ha sido pregonero de la Feria Real de Algeciras en el año 2007. Ha trabajado con varios artistas como Papa Levante, Diana Navarro, Malú, Rocío Jurado, Hakim, Shalom, No me pises que llevo chanclas, India Martínez o María Toledo.
Además de formar parte de varios espectáculos flamencos como "Mujeres" en España y Londres, Miami, Washington, Nueva York y París  o “Vamos al tiroteo” con Rafaela Carrasco en la Bienal de Sevilla 2008.
Chico posee el Premio de la Música otorgado por la Academia de las Artes y las Ciencias de la Música en su décima edición (2006) a la mejor producción artística junto a Manuel Illán por el disco "No te olvides de mí" de Diana Navarro, además de ser finalista en varias categorías (arregladita junto a Miguel Ángel Collado, compositor,mejor álbum del año).
Entre sus últimos trabajos, el más reciente ha sido el de productor, arreglista, pianista y programador del álbum “Lo que a mí me está pasando” de Antonio Cortés para la multinacional Warner Spain, que alcanzó la cifra de 30.000 discos vendidos, la composición del Himno del Centenario del Algeciras Club de Fútbol con más de 30 artistas algecireños. y el encargo de la reapertura del Teatro Florida de Algeciras, con el espectáculo "La voz del Agua", con una veintena de artistas algecireños,entre cantantes,bailaores y músicos.